# 广椭绣线菊
广椭绣线菊（学名：Spiraea ovalis）为蔷薇科绣线菊属下的一个种。

## 形态特征
广椭绣线菊是灌木的一种，高2-3米；枝条细瘦，开张，小枝圆柱形，嫩时无毛，暗红褐色，老时稍带棕褐色；冬芽小，卵形，先端通常圆钝，有数枚覆瓦状排列的鳞片，幼时具短柔毛。
叶片广椭圆形、长圆形、稀倒卵形，长1.5-3.5厘米，宽1-2厘米，先端圆钝，稀急尖，基部宽楔形或近圆形，全缘，稀先端有少数浅锯齿，上面暗绿色，下面浅绿色，两面无毛或仅下面沿叶脉被稀疏短柔毛；叶柄长3-5毫米，无毛或微被短柔毛。
复伞房花序着生在侧生小枝顶端，直径3.5-5.5厘米，多花，无毛；花梗长4-7毫米；苞片椭圆形至披针形，无毛；花直径约5毫米；萼筒钟状，外面无毛，内面被短柔毛；萼片卵状三角形，先端急尖，内面先端有短柔毛；花瓣宽卵形或近圆形，先端圆钝，长1.5毫米，宽2毫米，白色；雄蕊20，稍长于花瓣或与花瓣近等长；花盘圆环形，有10个肥厚裂片；子房被短柔毛，花柱短于雄蕊。蓇葖果开张，微具短柔毛，花柱生于背部顶端，有直立萼片。花期5-6月，果期8月。

## 生活习性
绣线菊生于土层较薄、土质贫瘠的杂木丛、山坡及山谷中，长在山坡岩石或石砾间，甚至石头缝里亦可生长，是耐寒、耐旱及耐瘠薄生长力很强的灌木。

## 扩展阅读
維基物種上的相關：广椭绣线菊